# Pascale Pellegrin
Pascale Pellegrini, dite Pascale Pellegrin, est une actrice française, née le 12 septembre 1962 dans le 13e arrondissement de Paris et morte le 8 février 2018 à l’Hôpital Sainte-Anne de Toulon. Une cérémonie civile a lieu au crématorium de La Seyne-sur-Mer dans les jours qui suivent.
Elle est la fille des comédiens Raymond Pellegrin et Gisèle Pascal.

## Biographie

### Carrière
Elle a mené une carrière d'actrice, essentiellement pendant les années 1980 
Elle débute en 1981 aux côtés de son père dans le téléfilm "L’homme de Hambourg". 
Elle met progressivement fin à sa carrière à la naissance de sa fille Mélanie en 1989.
Elle apparaît une dernière fois dans un épisode de la série "Van Loc, un grand flic de Marseille" (1993) de Claude Barrois avec Georges Van Loc

## Filmographie

### Cinéma
- 1983 : Vivement dimanche ! : candidate au secrétariat
- 1984 : Viva la vie : l'épouse de Laurent
- 1984 : La Femme publique
- 1984 : Train d'enfer : Madeleine
- 1988 : Juillet en septembre de Sébastien Japrisot : Domino

### Télévision
- 1981 : L'Homme de Hambourg
- 1985 : Les Enquêtes du commissaire Maigret, épisode Maigret au « Picratt's » : Arlette
- 1986 : Série rose, épisode La Gageure des trois commères : la commère à la servante
- 1988 : Allô, tu m'aimes ? : Claire
- 1993 : Van Loc : un grand flic de Marseille, épisode La Vengeance : Sonia

## Théâtre
- 1986 : Les Clients[2] de Jean Poiret